# La Grange, Kentucky
La Grange är en ort i Oldham County i delstaten Kentucky, USA. År 2000 hade orten 5 676 invånare. Den har enligt United States Census Bureau en area på 9,8 km², varav 0,1km²är vatten. La Grange är administrativ huvudort (county seat) i Oldham County.